# Capparis trinervia
Capparis trinervia är en kaprisväxtart som beskrevs av Joseph Dalton Hooker och Thoms. Capparis trinervia ingår i släktet Capparis och familjen kaprisväxter. Inga underarter finns listade i Catalogue of Life.